# Meta Platforms
Meta Platforms, Inc. (bis Oktober 2021 Facebook, Inc., oft kurz als Meta bezeichnet) ist ein börsennotierter US-amerikanischer Technologiekonzern mit Schwerpunkt auf sozialen Netzwerken, Extended-Reality-Produkten (VR, AR) und Künstlicher Intelligenz. Er betreibt die Social-Media-Plattformen Facebook, Instagram und Threads und die Instant-Messaging-Apps WhatsApp und Messenger und stellt Virtual-Reality-Geräte unter der Marke Meta Quest (ehemals Oculus) her.

## Produkte und Dienstleistungen
Meta Platforms bietet eine Vielzahl von Technologien an sowie Dienste im Web, die aufgrund der Finanzierung durch Werbung hauptsächlich kostenlos zur Verfügung stehen. Dazu gehören folgende Dienste und Geschäftsfelder:
- Soziale Netzwerke
  - Facebook, mit Fokus auf der Vernetzung mit Freunden, Bekannten und Marken.
  - Instagram, ein Dienst zum Teilen von Fotos und Videos.
  - Threads, ein textfokussiertes soziales Netzwerk
  - Horizon Worlds, eine VR-Plattform zur sozialen Interaktion, sowie Horizon Home und Horizon Workrooms
- Instant Messaging via WhatsApp, Facebook Messenger und Instagram Direct
- Elektronischer Handel
  - Facebook Marketplace, ein Online-Marktplatz innerhalb von Facebook.
  - WhatsApp Business und der Produktkatalog[4] sowie Instagram mit Shop-Funktionen.[5]
- Zahlungsdienstleistungen und -mittel
  - WhatsApp Pay wurde in Indien und Brasilien eingeführt, das peer-to-peer Zahlungsdienstleistungen im WhatsApp-Chat ermöglicht.
  - Meta arbeitet darüber hinaus an der Digitalwährung Diem und einem zugehörigen Wallet namens Novi.
- Computerspiele
  - Facebook Gaming ist ein Live-Streaming-Videoportal für Gaming-Inhalte. Es ist geplant, Facebook Gaming zu einer Cloud-Gaming-Spieleplattform weiterzuentwickeln.[6]
  - Darüber hinaus gibt es mit den Reality Labs mehrere Entwicklerstudios, hauptsächlich für VR-Spiele, darunter zum Beispiel Beat Games und Ready at Dawn.
- Künstliche Intelligenz
  - LLaMA-Sprachmodell
  - KI-Chat Meta AI
- Hardware
  - Mit Meta Quest (ehemals Oculus) ist Meta im Bereich der Virtuellen Realität tätig, und vertreibt VR-Headsets (Oculus Rift, Oculus Rift S, Oculus Quest, Oculus Go, Meta Quest 2 und Meta Quest 3).
  - Seit 2018 bietet das Unternehmen mit Portal[7] einen Smart Speaker mit Display und dem Fokus auf Videoanrufen (Alexa integriert).
  - AR-Brillen[8][9] Das Unternehmen stellte am 9. September 2021 in Kooperation mit der Brillenmarke Ray-Ban die Smartglasses Ray-Ban Stories vor, die allerdings noch keine AR-Funktionalität haben.[10]

## Geschichte

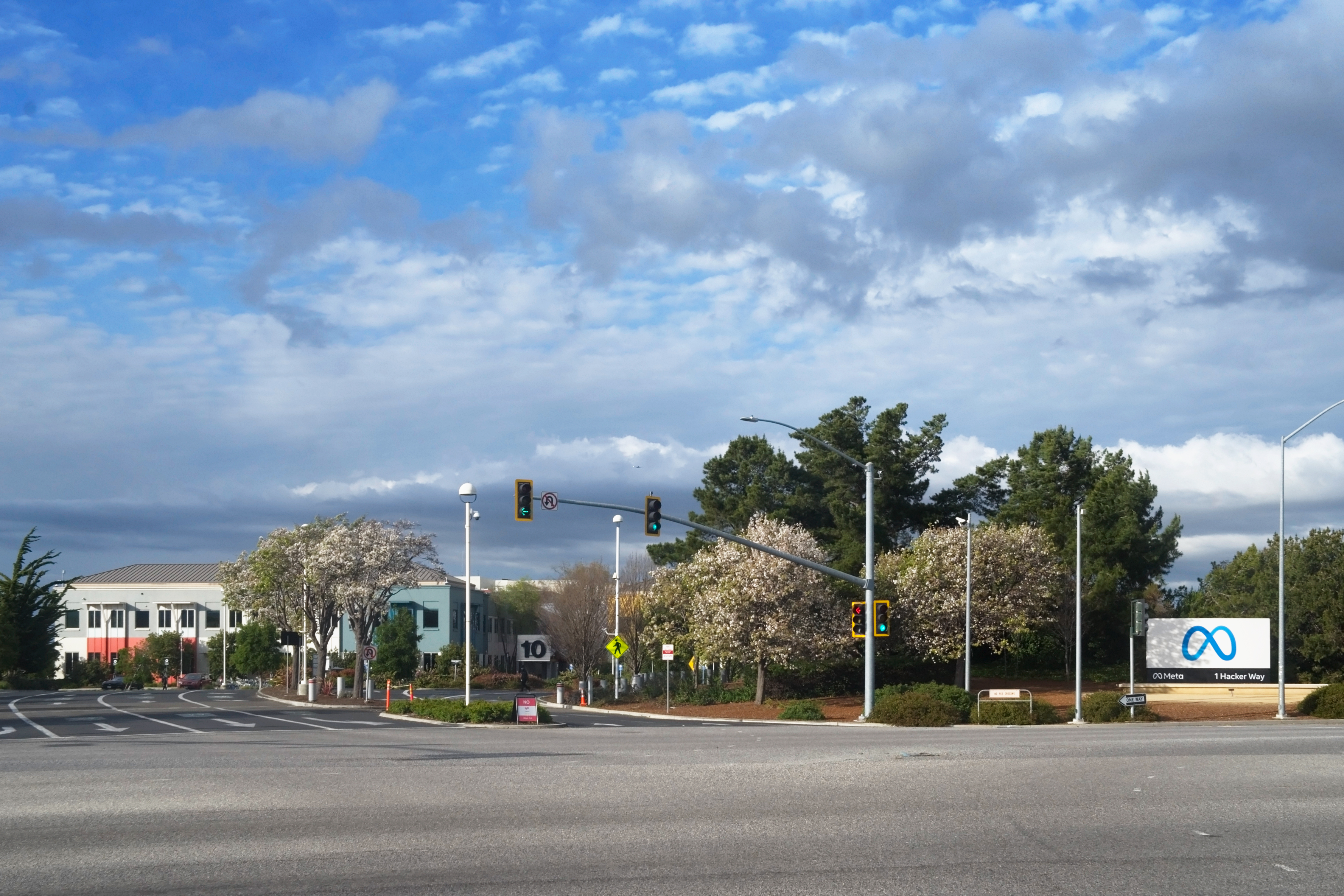
Hauptsitz von Meta Platforms in Menlo Park, Kalifornien

### Gründung
Das Vorgängerunternehmen der Meta Platforms, Inc. war die in Florida am 13. April 2004 registrierte Thefacebook LLC. Gegründet worden war dieses Unternehmen von den Studenten Mark Zuckerberg, Eduardo Saverin und Dustin Moskovitz zur Weiterentwicklung des sozialen Netzwerks Facebook. Laut einem Business-Insider-Artikel war Saverin, auf dessen Adresse das Unternehmen angemeldet war, für das Kreieren eines Geschäftsmodells und die Akquise von Investments zuständig. Bis Sommer 2004 hatte Saverins Arbeit jedoch aus Sicht der anderen Gründer bislang zu keinem Erfolg geführt. Hingegen lernten Zuckerberg und Moskovitz im Silicon Valley den IT-Unternehmer Sean Parker und potenzielle Investoren wie Peter Thiel kennen. In der Folge plante Zuckerberg, das Unternehmen in Delaware neu zu gründen, da der US-Staat als Steueroase gilt.
Am 29. Juli 2004 wurde in Delaware das Unternehmen TheFacebook Inc. registriert (später in Facebook, Inc. und 2021 in Meta Platforms, Inc. umbenannt). Dieses kaufte die in Florida registrierte LLC auf und übernahm sämtliche mit dem sozialen Netzwerk in Verbindung stehenden Vermögensgegenstände. Sean Parker wurde Präsident des Start-Ups, Thiel der erste Investor. Saverin gab seine aktive Rolle im Herbst desselben Jahres auf.
Chris Hughes war bereits seit 2002 Teil des Facebook-Teams gewesen, hatte jedoch keinen Managementposten angenommen und lernte im Rahmen des Customer Managements 2006 den Kampagnenleiter von Barack Obama kennen, für den er das Unternehmen schließlich verließ. Andrew McCollum und Adam D’Angelo arbeiteten 2004 für Facebook am Peer-to-Peer-Filesharing-Programm Wirehog und blieben bis 2006 bzw. 2008 im Unternehmen tätig. Als erster Angestellter, der nicht aus dem Umfeld von Zuckerberg kam, wurde im Oktober 2004 Taner Halicioglu als Operation Engineer eingestellt. Marktwachstumsdirektorin Naomi Gleit und CPO Christopher Cox sind die einzigen Mitarbeiter neben Mark Zuckerberg, die bereits 2005 für das Unternehmen arbeiteten und (Stand: 2021) nach wie vor dort tätig sind.
Seit Anfang 2008 wird das operative Geschäft des Unternehmens von Sheryl Sandberg geleitet, die zuvor für das Anzeigen- und Verkaufsteam von Google zuständig gewesen war. Am 1. Juni 2022 gab Sandberg bekannt, dass sie Meta im Herbst 2022 als Leiterin der operativen Geschäftes verlassen, aber im Verwaltungsrat des Unternehmens bleiben werde.

### Vorbörsliche Finanzierung
Zwischen 2004 und 2011 sammelte das Unternehmen in mehreren Finanzierungsrunden rund 1,24 Milliarden Dollar Kapital ein. Auch der Softwarekonzern Microsoft beteiligte sich. Das russische Investment-Unternehmen Mail.ru Group (früher Digital Sky Technologies) investierte in mehreren Schritten 500 Millionen Dollar. Im Januar 2011 beteiligte sich nach einem bislang unbestätigten Bericht der New York Times auch die US-Investmentbank Goldman Sachs mit rund 400 Millionen Dollar. Das Geldhaus soll zudem eine besondere Anlageform entwickelt haben, über die ausgewählte Kunden in Facebook investieren können. So sollten weitere 1,5 Milliarden Dollar zusammenkommen. Mehrere Konzerne, darunter Yahoo und Viacom, versuchten, Facebook vollständig zu übernehmen, die Gründer lehnten jedoch alle Angebote ab.
Der Börsengang wurde am 1. Februar 2012 beantragt und sollte ursprünglich bis zu 5 Milliarden Dollar erlösen. Von den tatsächlich eingenommenen 16 Mrd. US-Dollar entfielen auf Facebook 6,8 Mrd. und auf die bestehenden Anteilseigner 9,2 Mrd. US-Dollar. Zuckerberg nahm dabei durch den Verkauf von 30,2 Millionen Aktien 1,15 Mrd. US-Dollar ein.
| Datum | Investor                                 | Summe            | Quelle        |
| ----- | ---------------------------------------- | ---------------- | ------------- |
| 2004  | Eduardo Saverin                          | 0,019 Mio. USD   |               |
| 2004  | Peter Thiel                              | 0,500 Mio. USD   |               |
| 2005  | Accel Partners                           | 12,700 Mio. USD  |               |
| 2006  | Konsortium geführt von Greylock Partners | 27,500 Mio. USD  | [ 27 ]        |
| 2007  | Microsoft                                | 240,000 Mio. USD |               |
| 2007  | Li Ka-shing                              | 60,000 Mio. USD  |               |
| 2009  | Mail.ru Group                            | 400,000 Mio. USD | [ 28 ] [ 29 ] |
| 2011  | Goldman Sachs, Mail.ru Group             | 500,000 Mio. USD | [ 23 ]        |

Mit der Einführung einer neuen Aktienstruktur – die den bisherigen Anteilseignern mehr Kontrolle sichert – hatte das Unternehmen den Börsengang vorbereitet.

### Börsengang
Am 1. Februar 2012 stellte die Facebook, Inc. Antrag auf Börsenzulassung.
Am 18. Mai 2012 ging Facebook an die NASDAQ. Der Ausgabekurs war 38 US-Dollar. Dabei wurden Einnahmen von 16 Mrd. US-Dollar erzielt, was den damals größten Börsengang eines Internetunternehmens darstellte. Die Gesamtbewertung des Unternehmens lag auf Basis des Ausgabekurses bei rund 104 Mrd. US-Dollar.
Obwohl Experten einen deutlichen Anstieg der Kurse vorausgesagt hatten, verlor die Aktie innerhalb weniger Wochen fast ein Drittel ihres Werts und ohne einen Trend der Besserung halbierte sich der Aktienkurs bereits im August 2012 auf 19 US-Dollar. Der Börsengang wurde vom Wall Street Journal als „Fiasko“ bezeichnet. Der Verlust ließ auch die Aktienkurse anderer Internetunternehmen sinken. Dennoch war Facebook der erfolgreichste Börsengang aller Internet-Unternehmen im Jahr 2012. Die Einnahmen in Höhe von 16 Mrd. US-Dollar betrugen 88 Prozent aller durch IPOs der Branche erzielten Erträge.
Ab 2012 akquirierte Facebook rund ein Dutzend anderer Unternehmen. Während bereits populäre Apps wie Instagram oder Whatsapp weiterbetrieben wurden, wurde in anderen Fällen die Akquisition für das Anwerben von Talent und Technologie genutzt. 2015 kündigte Facebook an, eine Strategie der „App-Familie“ zu verfolgen, bei der verschiedene Apps verschiedene Funktionen wahrnehmen.

### Umbenennung und Neuausrichtung
Bei der Entwicklerpräsentation Facebook Connect am 28. Oktober 2021 teilte Mark Zuckerberg in einer Keynote mit, dass das Unternehmen Facebook als Mutterkonzern mit sofortiger Wirkung in Meta umbenannt wird. Er begründete dies damit, dass zukünftig nicht mehr Soziale Netzwerke, sondern die Entwicklung eines Metaversums im Fokus des Konzerns stehen soll. Den Handel unter dem neuen Börsenkürzel MVRS hat das Unternehmen am 1. Dezember 2021 aufgenommen.
Im Dezember 2021 startete Meta Platforms das VR-basierte soziale Netzwerk Horizon Worlds, zunächst in den USA und Kanada. Im August 2022 erhielten Nutzer aus Spanien und Frankreich Zugang. Das Netzwerk soll als Prototyp für zukünftige Metaverse-Lösungen des Konzerns dienen.

### Entwicklung und Anwendung künstlicher Intelligenz im Unternehmen
Während die Resonanz von Investoren und Nutzern hinsichtlich des Aufbaues des Metaversums zurückhaltend bis ablehnend ist, erweist sich die seit 2013 erfolgte Ausrichtung auf die forcierte Entwicklung und den Einsatz künstlicher Intelligenz für das Unternehmen als vorteilhaft. 
Zuckerberg engagierte für die Leitung einer neu gegründeten KI-Einheit den späteren Turing-Preisträger Yann LeCun, welcher danach weitere arrivierte Wissenschaftler in das Unternehmen holte. Infolge des KI-Einsatzes verweilen die Nutzer länger auf den Anwendungen des Konzerns. Dies, weil die KI nun die Inhalte bestimmt, die in ihrem News-Feed erscheinen. Zudem hat das Unternehmen seinen Werbekunden KI-Instrumentarien zur Verfügung gestellt, welche sie beim Erstellen der Werbeanzeigen unterstützen. Der Aktienkurs stieg infolgedessen auf ein Allzeithoch von 385 Dollar.
2025 gründete Meta die neue Unternehmenssparte Meta Superintelligence Labs (MSL) und begann dafür mit der Rekrutierung von Top-Talenten. Als Ziel wurde ausgegeben, eine Superintelligenz zu entwickeln. Bis 2026 wurden Investitionen in Höhe von 100 Mrd. US-Dollar in künstliche Intelligenz und damit verbundene Infrastruktur angekündigt.

## Akquisitionen (Auswahl)
| Unternehmen   | Beschreibung                                                         | Hauptsitz                                       | Akquiriert am | Akquiriert für (in Mrd. EUR) | Genutzt als / Eingegliedert in | Referenzen    |
| ------------- | -------------------------------------------------------------------- | ----------------------------------------------- | ------------- | ---------------------------- | ------------------------------ | ------------- |
| Instagram     | Onlinedienst zum Teilen von Fotos und Videos                         | Vereinigte Staaten, San Francisco               | 9. Apr. 2012  | 0,760                        | —                              | [ 44 ]        |
| WhatsApp      | Instant-Messaging-Dienst                                             | Vereinigte Staaten, Mountain View (Kalifornien) | 19. Feb. 2014 | 16,8                         | —                              | [ 45 ]        |
| Oculus VR     | Hersteller von Virtual-Reality-Hardware                              | Vereinigte Staaten, Irvine (Kalifornien)        | 25. März 2014 | 1,7                          | —                              | [ 46 ]        |
| CTRL-labs     | Forschung an Brain-Computer-Interfaces                               | Vereinigte Staaten, New York City               | Sep. 2019     | 0,455 – 0,910                | Facebook Reality Labs          | [ 47 ]        |
| Beat Games    | Entwicklerstudio von VR-Spielen, insbesondere bekannt für Beat Saber | Tschechien, Prag                                | Nov. 2019     | — b                          | Oculus Studio                  | [ 48 ]        |
| Jio Platforms | Telekommunikation                                                    | Indien, Mumbai                                  | 22. Apr. 2020 | 5,3 a                        | WhatsApp Business              | [ 49 ] [ 50 ] |
| Giphy         | GIF-Datenbank und -Suchmaschine                                      | Vereinigte Staaten, New York City               | 15. Mai 2020  | 0,370                        | Instagram                      | [ 51 ]        |
| Kustomer      | Customer-Relationship-Management                                     | Vereinigte Staaten, New York City               | 30. Nov. 2020 | 0,840                        | —                              | [ 52 ]        |

## Logo
Bis 2019 verwendete der Mutterkonzern als Facebook Inc. das gleiche Logo wie das zugehörige soziale Netzwerk Facebook. Um die Unterscheidung sichtbarer zu machen, wurden am 4. November 2019 unterschiedliche Logos für das soziale Netzwerk und die Muttergesellschaft vorgestellt. Auch sollte die Zugehörigkeit von Diensten zur Muttergesellschaft durch den Zusatz von Facebook in verschiedenen Logovarianten in den Applikationen deutlicher werden. Seit Ende Oktober 2021 tritt der Konzern unter neuem Namen und mit neuem Logo auf.

Logo (2015)
Logo (2019), Facebook, Inc.
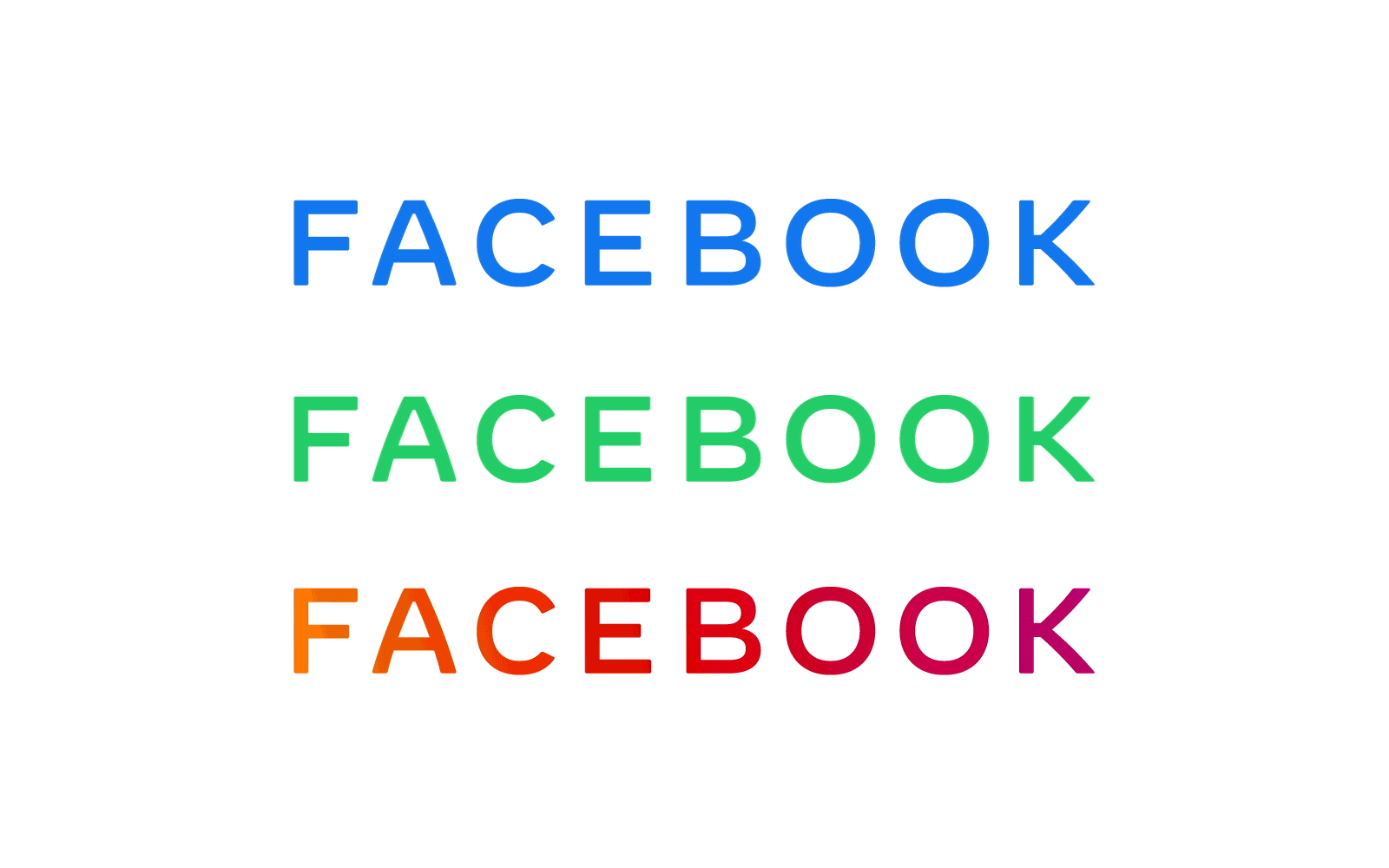
Logo (2019), Varianten für die verschiedenen Dienste (Facebook, WhatsApp, Instagram)
Logo der Muttergesellschaft (2021) nach der Umbenennung

## Finanzen

### Geschäftszahlen
Das Unternehmen hatte im Jahr 2010 noch 2.127 Mitarbeiter bei einem Umsatz von 1,97 Mrd. US-Dollar, im Jahr 2022 wuchs es auf 72.000 Mitarbeiter bei einem Umsatz von 116 Mrd. US-Dollar. Im Februar 2021 erreichte der Börsenwert des Unternehmens 766 Mrd. USD. Mitte 2025 lag der Börsenwert bei knapp 2 Billionen USD.
| Jahr | Umsatz in Mio. US$ | Nettogewinn in Mio. US$ | Preis je Aktie in US$ | Angestellte |
| ---- | ------------------ | ----------------------- | --------------------- | ----------- |
| 2007 | 153                | −138                    |                       |             |
| 2008 | 272                | −56                     |                       |             |
| 2009 | 777                | 122                     |                       |             |
| 2010 | 1.974              | 372                     |                       |             |
| 2011 | 3.711              | 668                     |                       | 3.200       |
| 2012 | 5.089              | 32                      |                       | 4.619       |
| 2013 | 7.872              | 1.491                   | 35,48                 | 6.337       |
| 2014 | 12.466             | 2.925                   | 68,76                 | 9.199       |
| 2015 | 17.928             | 3.669                   | 88,77                 | 12.691      |
| 2016 | 27.638             | 10.188                  | 117,04                | 17.048      |
| 2017 | 40.653             | 15.920                  | 156,57                | 25.105      |
| 2018 | 55.838             | 22.111                  | 171,51                | 35.587      |
| 2019 | 70.697             | 18.485                  | 205,25                | 44.492      |
| 2020 | 85.965             | 29.146                  | 268,94                | 58.604      |
| 2021 | 117.929            | 39.370                  | 336,35                | 71.970      |
| 2022 | 116.609            | 23.200                  | 120,54                | 83.553      |
| 2023 | 134.902            | 39.098                  | 353,58                | 67.317      |
| 2024 | 164.501            | 62.360                  | 584,54                | 74.067      |

### Geschäftsmodell
Die Nutzung der Onlinedienste Facebook, Instagram, Messenger und WhatsApp ist für Nutzer kostenlos. Einnahmen werden durch das Werbegeschäft auf den Plattformen generiert. So hatte das Unternehmen 2010 in den Vereinigten Staaten den größten Anteil am Markt für Bannerwerbung.
Im Dezember 2010 wurde bekannt, dass das Unternehmen neue E-Commerce-Angebote in seinen Dienst Facebook integrieren möchte. Dieser Social-Shopping-Marktplatz soll eine Alternative zum klassischen Online-Shopping darstellen, aber auch neue Mitglieder anlocken und zudem höhere Werbeeinnahmen generieren.

Im Februar 2023 wurde bekannt, dass Facebook und Instagram, zunächst in Australien und Neuseeland, ein kostenpflichtiges Abo-Modell einführen.

## Eigentümerstruktur
Über die genaue Zusammensetzung der Hauptanteilseigner und deren Anteile am Unternehmen gibt es in der Presse unterschiedliche Angaben. Die Schweizer Handelszeitung veröffentlichte am 14. Mai 2012 nachfolgende Aktionärsstruktur: Mark Zuckerberg (13 %), Accel Partners (10 %), Dustin Moskovitz (7,6 %), Mail.ru Group (5,4 %), Eduardo Saverin (4 %), Sean Parker (4 %), Peter Thiel (2,5 %), Sheryl Sandberg (1,8 %), Microsoft (1,5 %), Greylock Partners (1,5 %), Cameron Winklevoss (0,22 %) und Tyler Winklevoss (0,22 %). Die Website whoownsfacebook.com kommt bei den Hauptanteilseignern auf die weitgehend gleichen Werte, führt aber in ihrer Liste weitere Aktionäre mit Anteilen deutlich unter 0,1 % am Unternehmen auf. Die Winklevoss-Zwillinge, die mit Zuckerberg einen Rechtsstreit über die Urheberschaft von Facebook führten, werden hier mit je 0,22 % gelistet.
Im Jahr 2018 hielten die Vanguard Group (7,10 %), BlackRock (6,10 %) und Fidelity Investments (5,10 %) Anteile an Facebook. Im Jahr 2020 hielten die Vanguard Group (7,30 %) und BlackRock (6,30 %) Anteile an Facebook.

## Tochtergesellschaften

### Meta Platforms Ireland Limited
Vermutlich aus Steuergründen hat Meta eine Tochtergesellschaft in Dublin (Irland) gegründet. Alle Nutzer außerhalb der USA und Kanada haben nach den Geschäftsbedingungen von Facebook und Instagram einen Vertrag mit Meta Platforms Ireland Limited, nicht mit Meta Platforms, Inc. in den USA. Damit fällt Facebook außerhalb der USA und Kanada unter die Gesetze von Irland und damit der EU. Dies wurde 2011 von einer Gruppe österreichischer Studenten genutzt, um Facebook wegen Bruchs der europäischen Datenschutzgesetze anzuzeigen. Die deutsche Domain facebook.de ist auf die irische Gesellschaft bei der Denic registriert.
Im November 2017 wird Facebook in den Veröffentlichungen der Paradise Papers aufgelistet.

### Tochtergesellschaft in Deutschland
Der Konzern besitzt seit dem 1. Oktober 2009 die Tochtergesellschaft Facebook Germany GmbH mit Sitz in Hamburg und Zweigniederlassung in Berlin. Geschäftsführerin ist Susan Taylor.
Die Staatsanwaltschaft Hamburg ermittelte gegen aktuelle und ehemalige Geschäftsführer der Facebook Germany GmbH wegen des Verdachtes der Beihilfe zur Volksverhetzung. Die Strafanzeige blieb jedoch folgenlos. Die Anzeige wurde von dem Würzburger IT-Fachanwalt Chan-jo Jun erstattet, nachdem Jun den Geschäftsführern über 60 Fälle von kritischen Kommentaren und Postings persönlich zugestellt hatte und dennoch keine Löschung erfolgte. Die Hamburger Staatsanwaltschaft entschied, dass angesichts der verzweigten Unternehmensstruktur von Facebook deutsches Recht nicht anwendbar sei. Daraufhin beantragte Jun eine einstweilige Verfügung beim Landgericht Würzburg, die zurückgewiesen wurde.
Die nationalen Tochtergesellschaften von Facebook sind hauptsächlich für die Vermarktung von Werbung zuständig. Bei bisherigen Gerichtsverfahren gegen Facebook wurde jede Verantwortlichkeit für die Plattform selbst bestritten. Die Facebook Germany GmbH verweist bei inhaltlichen Beanstandungen auf die Facebook Ireland Ltd.
In Berlin betreibt der Konzern ein Public Policy Office, welches für die politische Kommunikation von Facebook in Deutschland, Österreich und der Schweiz zuständig ist. Head of Public Policy ist die Politikwissenschaftlerin Eva-Maria Kirschsieper.

### Tochtergesellschaft in der Schweiz
In der Schweiz wurde am 2. Juli 2013 die Facebook Switzerland Sàrl mit Sitz in Vernier im Handelsregister des Kantons Genf eingetragen. Die Niederlassung in Zürich wurde 2016 in Betrieb genommen.

## Kritik, Kontroversen und Rechtsstreitigkeiten

### Ausgaben für Personenschutz
Kein Techkonzern investiert so viel in die Sicherheit des Firmenchefs wie Meta. Laut Spiegel hat das Unternehmen 2021 insgesamt 15.195.103 Dollar für den Schutz des Gründers Zuckerberg aufgebracht.

### StudiVZ
Das Konzept von Facebook hat einige Nachahmer wie StudiVZ und wer-kennt-wen gefunden. So wurde der im deutschsprachigen Raum verbreitete Konkurrent StudiVZ dafür kritisiert, ein bis in die Details von Funktion, Aufbau und Aussehen gehender Nachbau von Facebook zu sein. Am 19. Juli 2008 reichte Facebook beim US-Bezirksgericht in San José (Kalifornien) Klage gegen die Betreiber des StudiVZ ein, der Vorwurf lautet Diebstahl geistigen Eigentums. Jedoch ist Facebook mit dieser Klage gescheitert. Im September 2009 teilten beide Unternehmen mit, man habe sich geeinigt und StudiVZ werde einen Geldbetrag an Facebook zahlen.

### ConnectU (Winklevoss)
Die Kommilitonen von Zuckerberg an der Harvard University, die Zwillinge Tyler und Cameron Winklevoss, beschuldigen Zuckerberg, dass er ihnen die Idee für ihr Online-Netzwerk ConnectU („Vernetze Dich“) gestohlen hatte. Die Brüder und ein Freund haben 2003 Zuckerberg mit der Weiterentwicklung ihres Programms beauftragt, Zuckerberg habe sich aber nicht an den Vertrag gehalten, sondern im Februar 2004 mit Facebook sein eigenes Netzwerk gestartet. Diese Darstellung wird von Facebook zurückgewiesen.
2008 zahlte Zuckerberg nach einer Einigung mit den Winklevoss-Brüdern 65 Millionen US-Dollar, davon 20 Millionen Dollar in bar und Facebook-Anteile im Wert von damals 45 Millionen Dollar. Später wollten die Winklevoss den Vergleich wieder rückgängig machen: Sie gaben als Grund an, die Gegenseite habe sie über den wahren Wert von Facebook getäuscht und ihnen zu wenig Geld und Anteile überlassen. Das Berufungsgericht in San Francisco wies diese Sichtweise 2011 zurück und fand, die Zwillinge haben damals einen „vorteilhaften“ Deal ausgehandelt. Die Brüder legten Protest gegen dieses Urteil ein. Im Juni 2011 akzeptierten die Zwillinge den ursprünglichen Vergleich und beendeten ihre juristischen Bemühungen.

### Grant Raphael
Am 24. Juli 2008 verurteilte ein Gericht in London Grant Raphael zu einer Zahlung von 22.000 Pfund wegen Persönlichkeitsverletzungen und falscher Beschuldigungen. Raphael hatte eine falsche Facebook-Seite über einen ehemaligen Klassenkameraden und Geschäftspartner erstellt. Auf ihr behauptete Raphael unter dessen Namen, dass er homosexuell und nicht vertrauenswürdig sei.

### Anzeigen gegen Facebook Europa
Mitte August 2011 brachte eine Gruppe von Facebook-Nutzern rund um den österreichischen Rechtswissenschafts-Studenten Maximilian „Max“ Schrems 16 Anzeigen bei der irischen Datenschutzbehörde (Office of the Data Protection Commissioner) gegen Facebook Ireland Ltd. ein. Alle Nutzer außerhalb der Vereinigten Staaten und Kanada haben ausschließlich einen Vertrag mit Facebook Ireland Ltd., die für Europa zuständige Tochtergesellschaft von Facebook. Die Studentengruppe ist der Ansicht, dass die irische Behörde zur Durchsetzung der Datenschutz- und Konsumentenschutzrechte der Facebook-Nutzer in der Europäischen Union zuständig ist. Die Gruppe begründet dies damit, dass auf Grund des Firmensitzes in Dublin europäisches Datenschutzrecht anzuwenden sei und beruft sich neben dem irischen Data Protection Act auf die EU-Datenschutzrichtlinie 95/46/EG von 1995.
Am 24. August 2011 übermittelte der Data Protection Commissioner in Irland (DPC) den Anzeigenden ein Schreiben, dass die irische Behörde sich zuständig erklärt und die Ermittlungen aufnehmen wird. Am 4. September 2011 berichtete die irische Tageszeitung Irish Independent, unter Berufung auf den DPC, dass die Behörde umfassend, über den Inhalt der 16 Anzeigen hinaus, ermitteln wird. Als schärfste Form nach irischem Datenschutzrecht soll auch eine Untersuchung in der Facebook-Europazentrale in Dublin stattfinden. Dies wurde von der Sprecherin der irischen Datenschutzbehörde auf Anfrage von ORF.at bestätigt.
Am 22. Mai 2023 wurde von der Data Protection Commission nach zehn Jahren und drei Gerichtsverfahren eine Strafe in Höhe von 1,2 Milliarden Euro gegen Facebook verhängt. Dies ist die bislang höchste Geldbuße, die wegen Verstößen gegen die Datenschutz-Grundverordnung verhängt wurde. Meta hat angekündigt, gegen die Strafe Rechtsmittel einzulegen. Laut Schrems hat die Data Protection Commission alles versucht, eine Strafe zu verhindern oder eine niedrigere Strafe auszusprechen, musste sich aber schließlich EU-Recht beugen. Laut Meta hat die Entscheidung keine direkten Auswirkungen auf den Betrieb von Facebook.

### Verbraucherzentralen gegen Facebook
Am 6. März 2012 entschied das Landgericht Berlin, dass zahlreiche Klauseln in den AGB von Facebook unwirksam sind. Facebook darf sich demnach in seinen allgemeinen Geschäftsbedingungen kein umfassendes weltweites und kostenloses Nutzungsrecht an Inhalten einräumen lassen, die Facebookmitglieder in ihr Profil eingestellt haben. Facebook darf urheberrechtlich geschützte Werke nur nach Zustimmung der Facebook-Mitglieder verwenden. Rechtswidrig ist nach Ansicht des Landgerichts Berlin zudem die Einwilligungserklärung, mit der die Facebookmitglieder der Datenverarbeitung zu Werbezwecken zustimmen. Überdies muss Facebook sicherstellen, dass über Änderungen der Nutzungsbedingungen und Datenschutzbestimmungen rechtzeitig informiert wird. Schließlich verstößt der Freundefinder-Button gegen deutsches Recht. Insbesondere untersagte das Gericht den Adressimport aus der Adressdatei des Anwenders in den Datenbestand von Facebook, der mit diesem Button ausgelöst wird. Im August 2012 schickte der Verbraucherzentrale Bundesverband e. V. Facebook eine Abmahnung, um Änderungen am App-Center zu erzwingen. Die Verbraucherschützer sehen im Zugriff Facebooks auf persönliche Kontakte der Nutzer einen Verstoß gegen das Telemediengesetz.
In einem weiteren Verfahren urteilte der Bundesgerichtshof im März 2025, dass die Verbraucherzentralen befugt sind, gegen die Datenschutzverstöße von Facebook im Wege einer Klage vor den Zivilgerichten zu verfolgen.

### Impressum
Soziale Netzwerke bieten Unternehmen häufig die Möglichkeit zur Selbstdarstellung.
In Deutschland unterliegen die Unternehmenspräsenzen dabei regelmäßig denselben gesetzlichen Vorgaben wie sonstige kommerzielle Websites. Das Landgericht Aschaffenburg musste sich nun mit der Frage befassen, ob ein kommerzieller Anbieter, der sein Unternehmen unter Facebook darstellt, verpflichtet ist, auch dort ein vollständiges und transparentes Impressum einzustellen. Das Gericht bejahte dies und nahm einen Verstoß gegen § 5 Abs. 1 TMG in Verbindung mit §§ 3, 4 Nr. 11 UWG an.

### Psychische Belastungen von Inhalteprüfern
Bevor Inhalte (Videos, Fotos) auf der Facebook-Plattform im Internet erscheinen, müssen sie geprüft werden, ob sie beispielsweise unangemessene Gewalt, Pornografie, politisch inakzeptable Inhalte oder Ähnliches enthalten. Alle Videos und Bilder, die bei Facebook hochgeladen werden, werden durch Algorithmen automatisch auf solche Inhalte überprüft. Da diese Algorithmen nicht alle problematischen Inhalte sicher erkennen können, muss die Endkontrolle durch Menschen übernommen werden, sogenannte Inhaltsprüfer (offiziell content moderators). Diese Inhaltsprüfer sitzen den ganzen Tag vor dem Bildschirm und sehen sich ein Video bzw. ein Foto nach dem anderen an – darunter auch solche, die durch Benutzer als ungeeignet gemeldet werden – und entscheiden dann, ob es gelöscht werden soll. Meist werden für diese Arbeit Menschen in Niedriglohnländern beschäftigt. Im Jahr 2018 sorgte der deutsche Dokumentarfilm Im Schatten der Netzwelt auch international für Aufsehen. Hier wurde die Arbeit derartiger Inhaltsprüfer auf den Philippinen begleitet. Einige der Interviewten berichteten, dass sie verstörendste Gewaltvideos hätten mitansehen müssen, beispielsweise Hunderte von Enthauptungen oder schwerste Kinderpornografie und Kindesmisshandlung. In dem Dokumentarfilm kam zum Ausdruck, dass die Inhaltsprüfer, die „die Drecksarbeit für uns alle erledigten“, praktisch keinerlei psychologische Unterstützung bei ihrer Arbeit erführen.
In der Folge verklagten Inhalteprüfer, die aufgrund ihrer Tätigkeit für Facebook in den USA an einer posttraumatischen Belastungsstörung (PTSD) leiden, das Unternehmen im Herbst 2018 auf Entschädigung. Im Mai 2020 einigten sich Facebook und die Kläger auf eine Erstattung an Behandlungskosten von bis zu 50.000 US-Dollar pro Fall. Das juristische Verfahren ist noch nicht abgeschlossen.
Die Prüfer sind zum Teil bei Dienstleistungsunternehmen beschäftigt.

### Unerlaubter Einsatz von Gesichtserkennungs-Software
Am 2. März 2021 berichtete die Süddeutsche Zeitung, dass Facebook nach jahrelangem Rechtsstreit 650 Millionen US-Dollar (umgerechnet 539 Millionen Euro) wegen Einsatzes einer Gesichtserkennungs-Software an die Kläger zahle. Der 2015 in Illinois eingereichten Klage hatten sich fast 1,6 Millionen Facebook-Nutzer angeschlossen. Sie hatten Facebook beschuldigt, ohne ihre vorherige Zustimmung Gesichtserkennungssoftware für Fotos angewandt zu haben, die sie hochgeladen hatten. Jedes Mitglied der Sammelklage kann mit mindestens 345 Dollar rechnen.

### Drohung wegen Forschungsarbeit zu Instagram
AlgorithmWatch wollte in einem Forschungsvorhaben untersuchen, welche Inhalte Instagram bevorzugt und hatte dazu eine Browser-Erweiterung angeboten, die 1500 Nutzer und Nutzerinnen heruntergeladen hatten. Weil Facebook der Organisation deshalb jedoch „kaum verhohlen“ juristische Schritte angekündigt habe, sei die Studie beendet worden. Auf einen Rechtsstreit mit dem Milliardenkonzern habe man es nicht ankommen lassen wollen und die Arbeit daher abgebrochen. Ende Juli 2021 hatte Facebook auch eine Wissenschaftlerin und einen Wissenschaftler der New York University von der Plattform verbannt. Die beiden hatten zu Desinformation und über die Facebook-Werbebibliothek geforscht. Bei dieser Werbebibliothek handelte es sich um eine durchsuchbare Datenbank, die Wahlwerbung oder Werbung zu politisch relevanten Themen enthält.

### Trickreiche Datenschutzverletzungen
Das Landgericht Stuttgart verurteilte Meta Anfang 2025 wegen der Meta Business Tools, zu denen unter anderem unsichtbare Meta Pixel, das „App Events über Facebook“-SDK, die Conversions API und App Events API gehören. Damit erntet Meta Daten, die bei Interaktionen mit den jeweiligen Webseiten erzeugt werden („Events“). Diese Daten landen bei Meta, auch wenn der jeweilige Nutzer gar keinen Meta-Dienst wie Facebook oder Instagram nutzt. Meta werbe damit, über seine Conversions API selbst dann Daten zu sammeln, wenn der Betroffene nicht zugestimmt hat. Andererseits umgehe es durch einen Trick jene Browsereinstellung, die Cookies Dritter ausschließe.

### Marktbeherrschende Stellung
Im April 2025 verhängte die EU-Kommission gegen Meta Platforms und Apple Strafen in Höhe von 200 Millionen bzw. 500 Millionen Euro. Den Konzernen wurde vorgeworfen, gegen das Gesetz über digitale Märkte verstoßen zu haben.